# 넬송 몬트
넬송 마세두 몬트(포르투갈어: Nélson Macedo Monte, 1995년 7월 30일 ~ )는 포르투갈의 축구 선수이다. 포지션은 수비수이며, 현재 우크라이나 프리미어리그의 SC 드니프로-1에서 포르투갈 프리메이라리가의 클럽인 GD 샤베스로 임대되어 활약하고 있다.